# Анна де Медичи
Вижте пояснителната страница за други личности с името Анна де Медичи.
Анна де Медичи (на немски: Anna de' Medici; * 21 юли 1616, Палацо Пити, Флоренция, Велико херцогство Тоскана; † 11 септември 1676, Виена, Ерцхерцогство Австрия) от фамилията Медичи, е принцеса от Великото херцогство Тоскана и чрез женитба ерцхерцогиня на Предна Австрия и графиня на Тирол. Меценат.

## Произход
Тя е третата дъщеря на Великия херцог на Тоскана Козимо II де Медичи (1590 – 1621) и ерцхерцогиня Мария Магдалена Австрийска (1589 – 1631), дъщеря на Карл II ерцхерцог на Австрия. Има пет братя и две сестри:
- Мария Кристина (1609 – 1632), родена инвалид, неомъжена;
- Фердинандо II (1610 – 1670), меценат, 5-и Велик херцог на Тоскана от 1621 г., женен за Витория дела Ровере
- Джовани Карло (1611 – 1663), кардинал от 14 ноември 1644 г.
- Маргарита де (1612 – 1679), от 1628 съпруга на херцог Одоардо I Фарнезе от Парма и Пиаченца, регентка на Херцогство Парма и Пиаченца (1646 – 1648)
- Матиас (1613 – 1667), военен, управител на Сиена (1629 – 1636, 1641 – 1643, 1644 – 1667), неженен
- Франческо (1614 – 1634), военен, неженен
- Леополдо (1617 – 1675), кардинал от 12 декември 1667 г., губернатор на Сиена (1636 – 1641 и 1643 – 1644)

## Биография
На 28 февруари 1621 г. баща ѝ Козимо II внезапно умира. Майка ѝ и баба ѝ Кристина Лотарингска стават регентки на нейния малолетен брат Фердинанд II. Съвременниците казват, че Анна и сестра ѝ Маргарита са наследили добро настроение и таланти от майка си.
След неуспешен опит да омъжат Анна за херцог Гастон Орлеански тя е сгодена за първия си братовчед, ерцхерцог Фердинанд Карл Австрийски, граф на Тирол, най-големият син на ерцхерцог Леополд V Австрийски и Клавдия де Медичи. През 1646 г. 30-годишната Анна напуска Флоренция и пристига в Инсбрук, където на 10 юни същата година се омъжва за 18-годишния Фердинанд. Този брак е уреден от майката на младоженеца, която е регентка на владенията му в Западна Австрия и Тирол след смъртта на съпруга си през 1632 г. След като омъжва сина си, в рамките на една година тя му прехвърля задълженията на владетел на Тирол, а след това и на Австрия.
На Анна и Фердинанд Карл им се раждат три дъщери. Двойката предпочита лукса на тосканския двор пред планините на Тирол и следователно прекарва повече време във Флоренция, отколкото в Инсбрук.
През 1662 г. съпругът ѝ умира. Тъй като нямат наследници от мъжки пол, по-малкият му брат ерцхерцог Сигизмунд Франц наследява титлите му на граф на Тирол и ерцхерцог на Австрия. Но през 1665 г. той също умира без наследник. Това означава, че графството се връща към пряко управление от Виена въпреки усилията на Анна де Медичи да запази известна власт за себе си като вдовстваща графиня. Така тя се опитва да защити правата на двете си дъщери (втората дъщеря умира). Този спор продължава до 1673 г., когато нейната единствена жива дъщеря, Клавдия Фелисита, се омъжва за Леополд I, император на Свещената Римска империя, който става граф на Тирол.
Анна де Медичи умира на 11 септември 1676 г. във Виена на 60 години.

## Брак и потомство
∞ 10 юни 1646 за двойния си първи братовчед Фердинанд Карл Австрийски-Тиролски (* 1628, † 1662), син на ерцхерцог Леополд V и Клавдия де Медичи, от когото има три дъщери:
- Клавдия Фелисита Австрийска (* 30 май 1653, Инсбрук, † 8 април 1676, Виена), ∞ 1673 за император Леополд I (* 9 юни 1640, Виена; † 5 май 1705, пак там), втори син на император Фердинанд III и Мария-Анна Испанска, от когото има син и дъщеря
- дъщеря (*/† 1654)
- Мария Магдалена Австрийска-Тиролска (* 1656, † 1669)

- Фердинанд-Карл, съпруг
- Клавдия Фелисита, дъщеря